# Baltic Cup 1930
Baltic Cup 1930 – trzecia edycja turnieju towarzyskiego Baltic Cup, rozegrana w dniach od 15 do 17 lipca 1930 w Kownie na Litwie. W turnieju tradycyjnie wzięły udział trzy zespoły: reprezentacja gospodarzy, Łotwy i Estonii.

## Mecze
| 15 lipca: |  | Litwa | 2 | – | 1 | Estonia |

| 16 lipca: |  | Estonia | 2 | – | 3 | Łotwa |

| 17 lipca: |  | Litwa | 3 | – | 3 | Łotwa |

## Tabela końcowa
| M | Reprezentacja | L.m. | Zw. | Rem. | Por. | Bramki | R.br. | Pkt |
| 1 | Litwa         | 2    | 1   | 1    | 0    | 5:4    | +1    | 3   |
| 2 | Łotwa         | 2    | 1   | 1    | 0    | 6:5    | +1    | 3   |
| 3 | Estonia       | 2    | 0   | 0    | 2    | 3:5    | -2    | 0   |

Triumfatorem turnieju Baltic Cup 1930 została Litwa.